# Arigomphus pallidus
Arigomphus pallidus – gatunek ważki z rodziny gadziogłówkowatych (Gomphidae). Występuje na terenie Ameryki Północnej.